# You Think This America
You Think This America  ist ein Musikalbum des Trios Tarbaby, das aus Orrin Evans, Eric Revis und Nasheet Waits besteht. Die 2022 bei einem Konzert im Hunter College, New York City, entstandenen Aufnahmen erschienen 2024 auf Giant Steps Records.

## Hintergrund
Dieses langjährige Trio (Nasheet Waits am Schlagzeug, Bassist Eric Revis und Pianist Orrin Evans) bietet auf dem Livealbum in relativ kurzen Darbietungen ein Programm von Eigenkompositionen und verschiedenen Coverversionen, die die Bandbreite der Leidenschaften der Band verdeutlichen, notierte Will Layman. Darunter sind Kompositionen von Ornette Coleman, David Murray, Andrew Hill und Sunny Murray sowie die Nummer „Betcha by Golly, Wow“ von Thom Bell und Linda Creed, den die Schauspielerin und Sängerin Connie Stevens 1970 unter dem ursprünglichen Titel „Keep Growing Strong“ vorstellte. Die Komposition wurde später ein Hit, als sie 1972 von der Philadelphia-Soul-Gruppe The Stylistics unter dem bekannteren Titel „Betcha by Golly, Wow“ veröffentlicht wurde.

## Titelliste
- Tarbaby: You Think This America (Giant Steps Records)[2]

1. Dee Dee (Ornette Coleman) 4:07
2. Mirror of Youth (David Murray) 5:47
3. Red Door (Orrin Evans) 7:29
4. Blues (When It Comes) (Orrin Evans) 6:50
5. Reconciliation (Andrew Hill) 6:00
6. Betcha by Golly Wow (Linda Creed, Thom Bell) 2:57
7. Kush (Nasheet Waits) 4:52
8. Nobody Knows You When You’re Down and Out (Jimmy Cox) 5:54
9. Comme Il Faut (Ornette Coleman) 5:34
10. Treetops (Sunny Murray) 4:46

## Rezeption

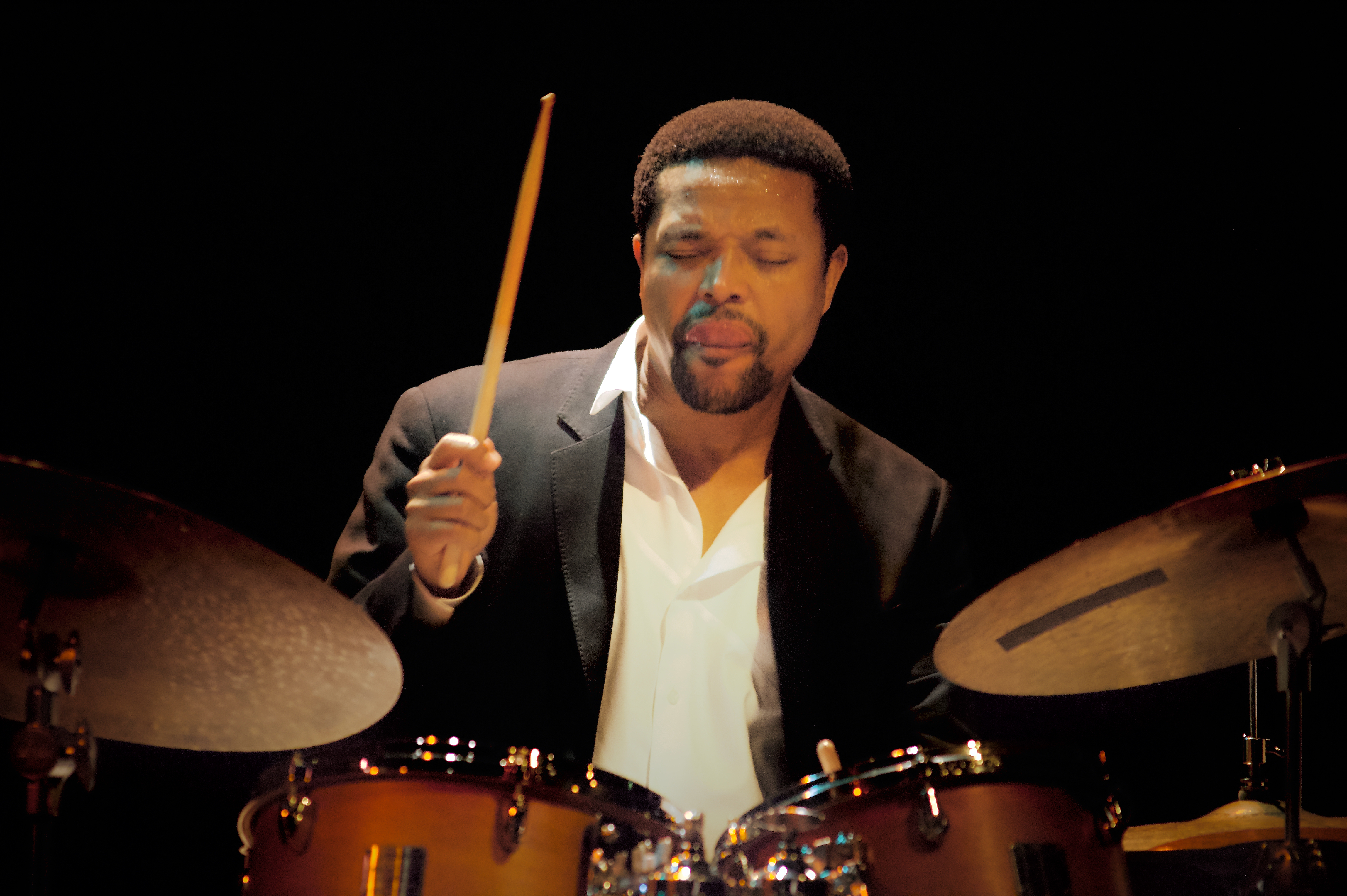
Nasheet Waits mit Tarbaby (2014)

Die Live-Atmosphäre dieser Aufnahme würde den Auftritten ein Element von Unmittelbarkeit und Authentizität verleihen, schrieb Nolan DeBuke (The Jazz Word). Die Dringlichkeit und der Entdeckungsprozess verliehen jedem Stück ein Gefühl von unwiederholbaren Momenten und fängen die Essenz des Live-Jazz ein.
Tarbaby bewege sich auf der Grenze zwischen einem klassischen Klaviertrio und einer Gruppe musikalischer Trickser des neuen Jahrhunderts – ein produktiver Ort, um Magie zu erzeugen, schrieb Will Layman (Pop Matters). So wie der Name der Band mehrere widersprüchliche Assoziationen weckt, bewege sich diese Band in mehrere Richtungen gleichzeitig. Heutzutage gebe es nicht viele Platten, die zwei Ornette-Coleman-Stücke und eine unverblümt romantische Version von „Betcha by Golly, Wow“, den Hit der Stylistics, enthalten.
Tarbabys You Think This Is America mische Ornette Coleman, einige Improvisationen entfesselnde Orrin-Evans-Kompositionen und sogar das unverwüstliche „Nobody Knows You When You’re Down and Out“, hieß es in Jazzwise. Ornettes flottes „Dee Dee“ (aus den klassischen Trio-Aufnahmen „Live at the Golden Circle“ von 1965) erhalte hier einen munter-freudigen Thelonious-Monk-artigen Klang und einen frei fließenden Strom von Evans, und auf dem groove-jonglierenden „Blues (When It Comes)“ des Pianisten lassen einen Waits‘ Beckenkribbeln und Revis‘ Gang aus dem Sitz springen. Auf „Betcha by Golly, Wow“ von den Stylistics sei ein hypnotisch-ehrfürchtiges Spiel mit den Besen des Leaders zu spüren (seine Besenführung sei während des gesamten Mitschnitts erstaunlich, von Flüstern bis hin zur Raserei), und das verführerische „Nobody Knows You“ sei eine exquisite Übung darin, „mit weniger mehr zu erreichen“.